# Dampvalley-lès-Colombe
Dampvalley-lès-Colombe – miejscowość i gmina we Francji, w regionie Burgundia-Franche-Comté, w departamencie Górna Saona.
Według danych na rok 1990 gminę zamieszkiwało 131 osób, a gęstość zaludnienia wynosiła 21 osób/km² (wśród 1786 gmin Franche-Comté Dampvalley-lès-Colombe plasuje się na 612. miejscu pod względem liczby ludności, natomiast pod względem powierzchni na miejscu 706.).